# Константин Марков (кавалерийски офицер)
Константин Марков Марков е български офицер (генерал-майор), участник в Балканската (1912 – 1913) и Междусъюзническата война (1913), взводен командир в 3-ти пехотен бдински полк и командир на дивизионен ескадрон през Първата световна война (1915 – 1918), флигел-адютант от свитата на Цар Борис III, командир на Лейбгвардейския конен полк (1934 – 1935).

## Биография
Константин Марков е роден на 17 август 1892 г. в София, Княжество България. През 1912 г. завършва 1-ви специален клас на Михайловското артилерийско училище в Санкт Петербург, Руска империя, след което е зачислен в Българската войска. На 22 ноември 1912 г. е произведен в чин подпоручик и взема участие в Балканската (1912 – 1913) и Междусъюзническата война (1913). Служи в 24-а пехотна дружина. На 2 август 1915 г. е произведен в чин поручик.

### Първа световна война (1915 – 1918)
Взема участие в Първата световна война (1915 – 1918) като командир на взвод от 3-ти пехотен бдински полк, за която служба през 1917 г. със заповед № 679 е награден с Военен орден „За храброст“ IV степен, 2-ри клас. През 1918 г. е награден с Военен орден „За храброст“ IV степен, 1-ви клас. През 1918 г. е произведен в чин капитан. За бойни отличия и заслуги в третия период на войната, като офицер от щаба на 1-ва пехотна софийска дивизия и командир на дивизионен ескадрон със заповед № 464 от 1921 г. е награден с царския орден „Св. Александър“ V степен с мечове по средата. Служи в 4-ти дивизионен ескадрон и ескадрон от 1-ви пехотен софийски полк.
След войната от 1926 г. служи в 5-и железопътен полк, след което от 1928 г. е домакин на Лейбгвардейския конен полк. През 1929 г. преминава към свитата на царя, а от 1930 е флигел-адютант към свитата. През 1932 г. е назначен за помощник-командир на Лейбгвардейския конен полк, от 1934 г. изпълнява длъжността командир на същия и в началото на 1936 г. е уволнен от служба. По-късно е произведен в чин о.з. генерал-майор.
Генерал-майор Константин Марков умира през 1947 г. и е погребан в централните софийски гробища.

## Семейство
Генерал-майор Константин Марков е женен и има 2 деца.

## Военни звания
- Подпоручик (22 ноември 1912)
- Поручик (2 август 1915)
- Капитан (1918)
- Майор (6 май 1924)
- Подполковник (6 май 1928)
- Полковник (6 май 1935)
- о.з. Генерал-майор (неизв.)